# En passion (película de 1969)
En passion (titulada Pasión en España y La pasión de Ana en Hispanoamérica) es un largometraje dirigido por Ingmar Bergman en 1969. Se estrenó en Suecia el 10 de noviembre de 1969.
Destaca en la filmografía del realizador por diseccionar las emociones de cuatro personas inestables e inseguros que, en ocasiones, rompen la cuarta pared. También se trata de su primera película realizada en color, sin tener en cuenta su comedia 'Ni hablar de esas mujeres'.

## Sinopsis
Andreas Winkelmann, un hombre solitario que reside en una isla del Báltico tras divorciarse de su anterior esposa, está reparando el tejado de su casa. En el cielo se ven tres parhelios. Andreas se encuentra con Johan un hombre pobre y solitario. Anna Fromm, una joven viuda residente en la isla, llega a casa de Andreas para llamar por teléfono ya que el suyo está estropeado. Tras marcharse ha olvidado su bolso y Andreas descubre en su interior una carta que revela que el marido de Anna quiere abandonarla. 
Anna Fromm vive en casa de Elis Vergérus, un notable arquitecto, y su mujer Eva, una artista. El matrimonio se encuentra en proceso de desintegración. Al llegar Andreas a su casa para devolverle el bolso conoce también al matrimonio. Eva va a casa de Andreas y pasa la noche con él. Unidos por el dolor de la pérdida y la desconexión emocional Anna y Andreas comienzan una relación. Posteriormente Andreas se entera de que el marido y el hijo de Anna murieron en un accidente de tráfico del coche conducido por Anna.
Un campesino de la isla encuentra sus ovejas muertas. Las sospechas se dirigen hacia Johan el hombre solitario. Elis ayuda a Andreas y descubre la causa por la que Andreas ha decidido vivir en un lugar tan apartado e inhóspito que no son sino los problemas judiciales. Anna y Andreas deciden irse a vivir juntos. Anna le habla de su anterior matrimonio y del accidente e intenta obligar a Andreas a que reconozca que ha mantenido una relación afectiva con Eva. La policía, que está investigando la matanza perpetrada en los animales, encuentra a Johan ahorcado. 
Tras estos acontecimientos se desata la violencia en la relación entre Andreas y Anna. Pasa un coche de bomberos porque se ha prendido fuego en un establo. Anna va a buscar a Andreas al lugar del incendio. En el coche él le pide terminar su relación ya que está basada en mentiras. Andreas se baja del coche. No sabe en qué dirección ir y se desploma en la carretera.

## Reparto
- Max von Sydow - Andreas Winkelman
- Liv Ullmann - Anna Fromm
- Bibi Andersson - Eva Vergérus
- Erland Josephson - Elis Vergérus
- Erik Hell - Johan Andersson
- Sigge Petterson - La hermana de Johan
- Lars-Owe Carlberg - Policía
- Brian Wikström - Policía
- Barbro Hiort af Ornäs
- Malin Ek
- Britta Brunius
- Brita Öberg
- Marianne Karlbeek

## Recepción
La película obtiene una positiva reacción en los portales de información cinematográfica. La revista Fotogramas le otorga una valoración de 4 sobre 5.

"Bergman realizó un envolvente ejercicio cuyo detonante volvió a ser la incomunicación. En un ambiente opresivo, salpicado con inquietantes amenazas de violencia, varios personajes experimentarán la imposibilidad de amar y ser amados. Partiendo de esta premisa, un rico entramado de significaciones se darán cita en un relato tan intenso como sugerente."
Crítica de Fotogramas 

En IMDb, con 6.799 valoraciones, obtiene una puntuación de 7,8.

"Los temas tratados en esta película incluyen el aislamiento, la verdad en las relaciones, la mentalidad mafiosa, pero, lo más importante, es el aislamiento desde un punto de vista emocional. Las entrevistas con los actores que se enlazan en la película proporcionan información y divisiones entre las secciones de la narración."
Crítica de Jeff-370 en IMDB 

En FilmAffinity tiene una calificación de 7,7 con 1.897 votos.

"Pasión es la primera película en color del director sueco Ingmar Bergman. En ella vuelven a repetirse los argumentos existencialistas tan comunes en el autor: existencia de Dios, sentido de la vida del ser humano, etc. (...) Parece que únicamente podemos encontrar consuelo y desarrollarnos como persones mediante la vida de ermitaño, porque sólo así, alejados de toda civilización y, por lo tanto, de todo mal, seremos libres".
Critica de Fernando Puertas en FilmAffinity 